# Pyrausta variegalis
Pyrausta variegalis is een vlinder van de familie van de grasmotten (Crambidae). De wetenschappelijke naam van deze soort is voor het eerst voorgesteld als Botys variegalis door Pieter Snellen in een publicatie uit 1875.
De soort komt voor in Colombia.